# 청풍면 (제천시)
청풍면(淸風面)은 대한민국 충청북도 제천시의 면이다. 조선시대 청풍군(淸風郡) 또는 청풍도호부(淸郡都護府)의 관청 소재지였다.

## 개요
청풍면은 충주댐 건설후 지역주민 생활여건이 악화되었다. 인구는 9,320명에서 1,347여명으로 감소하였고, 논농사에서 밭농사로 전환하였다. 그러나 청풍호를 중심으로 관광자원이 풍부한 지역으로 호반관광 산업의 발전을 기대하고 있다.

### 강북 지역 문제
청풍호가 생기면서 교통이 불편해져 2019년 12월 22일 금성면 편입 주민투표를 했으나 부결되었다.

## 연혁
청풍면이 소재한 지역은 고구려 때에는 사열이현(沙熱伊縣)이었다가, 757년(신라 경덕왕 16)에 청풍(淸風)으로 고쳐 내제군의 영현이 되었다. 1018년(현종 9) 충주에 속하였다가, 1660년(현종 1) 부로 승격되었다. 1895년(고종 32) 지방제도 개정으로 청풍군이 되었고, 1914년 군면 폐합으로 제천군에 병합시켜 읍내면, 근서면을 병합하여 비봉면이라 하였다가, 1917년에 청풍면으로 개칭되었다.

## 행정 구역
- 계산리(鷄山里)
- 광의리(廣儀里)
- 교리(校里)
- 단돈리(丹頓里)
- 단리(丹里)
- 대류리(大柳里)
- 도곡리(陶谷里)
- 도리(道里)
- 도화리(桃花里)
- 물태리(勿台里)
- 방흥리(芳興里)
- 부산리(婦山里)
- 북진리(北津里)
- 사오리(査伍里)
- 신리(新里)
- 실리곡리(實利谷里)
- 양평리(陽坪里)
- 연곡리(淵谷里)
- 연론리(蓮論里)
- 오산리(伍山里)
- 용곡리(容谷里)
- 읍리(邑里)
- 장선리(長善里)
- 진목리(眞木里)
- 학현리(鶴峴里)
- 황석리(黃石里)
- 후산리(後山里)

## 본관
- 청풍 김씨

## 교육
- 청풍초등학교
- 청풍중학교

## 아파트
- 단리
  - 세명타운빌